# 웡헤이
웡헤이(王喜, 왕희, 본명은 광이이(鄺毅怡, 광의이), 1967년 7월 27일 ~ )는 중화인민공화국 홍콩 특별행정구의 배우, 가수이다.

## 생애
중화인민공화국 광둥성 광저우에서 출생하여 지난날 한때 중화인민공화국 광둥성 장먼 시 타이산 현과 중화인민공화국 푸젠성 푸저우를 거쳐 중화인민공화국 광둥성 장먼 시 타이산 현에서 잠시 유아기를 보낸 적이 그는 이후 1973년 영국령 홍콩으로 이주하였다. 1986년 홍콩 영화 《저자출경(豬仔出更)》으로 영화배우 데뷔하였다. 그 후 1987년부터 1990년까지 홍콩 경찰을 지내다가 1992년 라디오 MC로 복귀하였으며 같은 해부터 텔레비전 드라마에도 출연하기 시작하였다. 2001년 가수로도 데뷔하였다.